# Тершів
Те́ршів — село в Україні, у Самбірському районі Львівської області. Населення становить 905 осіб.
Орган місцевого самоврядування — Старосамбірська міська рада.

## Історія
Історія села походить з далекої давнини. Ще за часів монгольського іга на місці, де зараз село, поселилось 12 сімей і заснували невелике поселення. Вперше про село згадується у 1422 році. У 1510 році тут збудований водяний млин із сукновальнею, а відтак тартак, винокурню і броварню. 
У селі 1928 року проживало 923 особи, серед яких було 38 римо-католиків, 49 євреїв, а також 92 школярі.[джерело?]
На околиці села в урочищі «Загородище» колись існувала фортеця. Донині тут збереглися залишки оборонних валів.
У 1901 році в селі збудована церква Святих безсрібників Косьми і Даміана.
Нині в селі діють ФАП; Тершівська загальноосвітня середня школа І-ІІ ступенів ім. Степана Петрівського (директор Сиса В. М.), розрахована на 250 учнів; Народний дім (директор Дякун Л. П.), розрахований на 50 місць; бібліотека (керівник Лазор О. І.), відділення поштового зв'язку (начальник Казмірчук Л. І.); сільська АТС, розрахована на 200 абонентів (начальник Масальський), осередок політичної партії КУН.

## Походження назви села
Стосовно походження назви села існує декілька версій. Перша версія пов‘язана із замком Данила Галицького, побудованим на горі "Замчище". Дорога до замку проходила через гору Лиса. Тут знаходились ворота, які охороняла "держала" княжа сторона. Від слова "держів" (тобто держати) походить назва Тершів. Ще одна версія опирається на те, що в давнину тут терли льон і від цього походить назва села. Третя версія відштовхується від того, що на околицях села росло дуже багато кущів терену, від чого і назва Тершів. 

## Населення

### Мова
Розподіл населення за рідною мовою за даними перепису 2001 року:
| Мова       | Кількість | Відсоток |
| ---------- | --------- | -------- |
| українська | 1011      | 100%     |